# Dichotomius comarapensis
Dichotomius comarapensis är en skalbaggsart som beskrevs av François Génier 2000. Dichotomius comarapensis ingår i släktet Dichotomius och familjen bladhorningar. Inga underarter finns listade i Catalogue of Life.